# 蒙特雷韦尔
蒙特雷韦尔（法語：Montréverd，法語發音：[mɔ̃tʁevɛʁ]）是法国卢瓦尔河地区大区旺代省的一个市镇，位于该省北部，属于永河畔拉罗什区。

## 地名
该地名“Montréverd”中的“Mon”来自原市镇莫尔迈松的法语原名“Mormaison”之缩合；“tré”来自“trève”一词，指的是布列塔尼的一种教区，原市镇圣安德烈特雷兹瓦曾为临近城镇维埃耶维涅的trève；“verd”来自原市镇圣叙尔皮斯-勒韦尔东的一片名为“Verdon”（韦尔东）的草地。

## 历史
蒙特雷韦尔成立于2016年1月1日，由以下三个市镇合并而成：
- 莫尔迈松（Mormaison）
- 圣安德烈特雷兹瓦（Saint-André-Treize-Voies）
- 圣叙尔皮斯-勒韦尔东（Saint-Sulpice-le-Verdon）

其中圣安德烈特雷兹瓦为政府驻地。

## 地理
蒙特雷韦尔（46°56'2"N, 1°24'40"W）面积48.47 平方千米，位于法国卢瓦尔河地区大区旺代省，该省份为法国西部沿海省份，北起大西洋卢瓦尔省和曼恩-卢瓦尔省，西临大西洋，南至滨海夏朗德省，东部及东南部与德塞夫勒省接壤。
与蒙特雷韦尔接壤的市镇（或旧市镇、城区）包括：维埃耶维涅、蒙泰居旺代、莱贝热芒、莱布鲁济勒、圣但尼拉舍瓦斯、布洛涅河畔莱吕克、罗什塞维耶尔。
蒙特雷韦尔的时区为UTC+01:00、UTC+02:00（夏令时）。

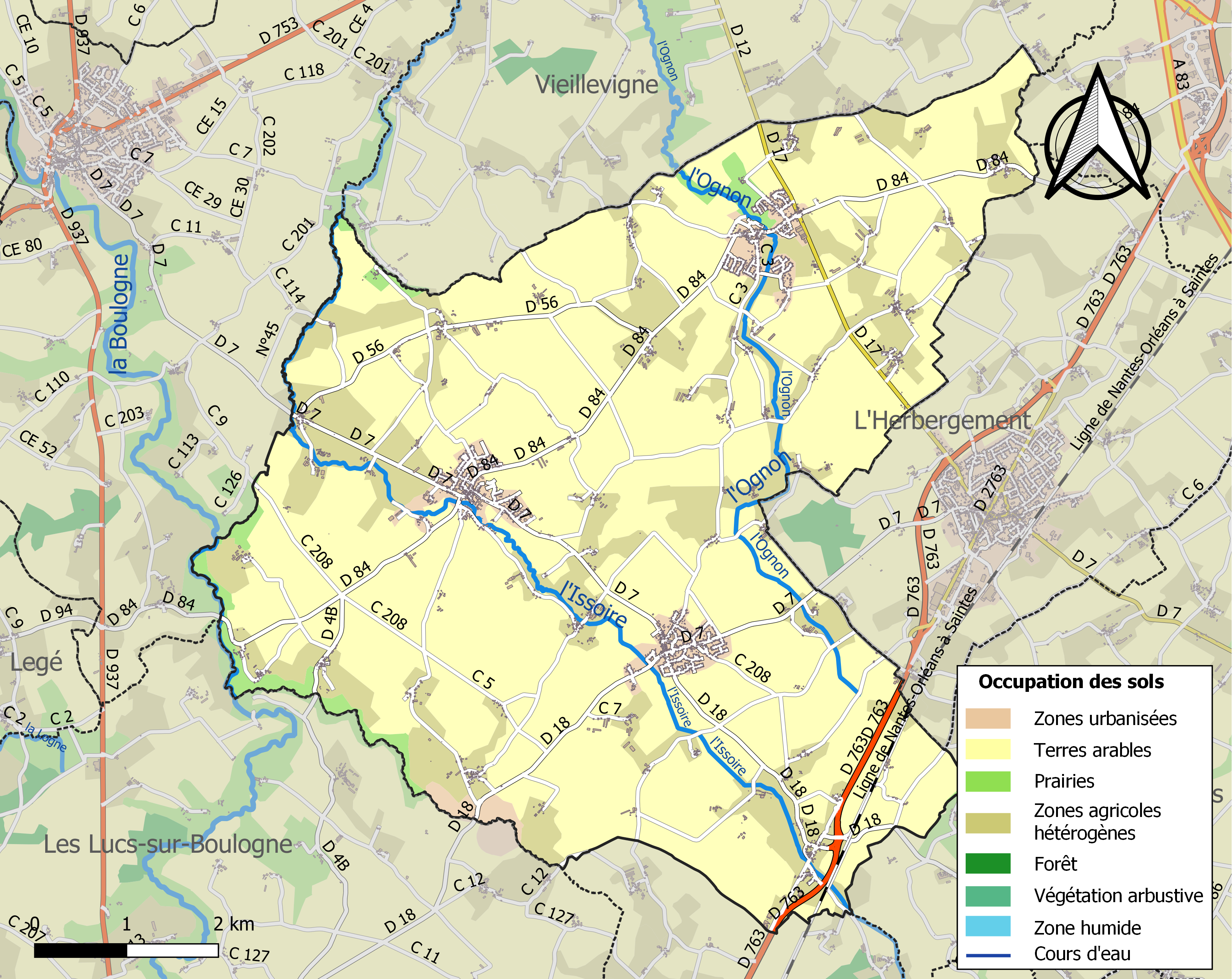
蒙特雷韦尔的OSM定位图

## 行政
蒙特雷韦尔的邮政编码为85260，INSEE市镇编码为85197。

## 政治
蒙特雷韦尔所属的省级选区为艾泽奈县。

## 人口
蒙特雷韦尔于2022年1月1日时的人口数量为3833人。